# Битка при Букурещ
Битката при Букурещ, също позната като защитна операция Арджеш-Няжлов в Кралство Румъния, е важна битка от Румънската кампания през Първата световна война.

## Бойни действия
В стълкновението при долното течение на Арджеш участва Дунавската армия, в която влизат български, германски и турски войски, на която се противопоставят румънски и руски дивизии. Румънският план е да се използва все още съществуващата пролука между Дунавската армия и войските на Ерих фон Фалкенхайн, които в този момент преодоляват Карпатите. 
На 1 декември атаката на Антантата при река Арджеш започва, но притиснатите германци, турци и българи успяват да я удържат достатъчно дълго, за да може част от войските на генерал Фалкенхайн да притиснат румънците от северозапад. Според източници от пресата от този период, войските на Централните сили сломяват румъно-руска контраатака на линията Офалстуко—Пуени. Мостовете по Арджеш са напълно разрушени, но при Капачени е изградено предмостно укрепление и Централните сили достигат на 6 км пред букурещките укрепени позиция. В боевете при придошлата река Нежилова на 28 ноември 1916 г. 1-ва Софийска Дивизия пленява 16 офицери, 840 войници, 2 тежки, 5 гаубични, 25 полски и 7 малокалибрени оръдия, 31 ракли, 8 картечници, пушки, снаряди и др. материали, а на полигон са заловени 3 аероплана и 17 куполa. На 6 декември Букурещ капитулира и войските влизат в румънската столица без съпротива. На 9 декември 1916 г. кайзер Вилхелм поздравява генерал-фелдмаршал фон Макензен по случай падането на Букурещ с благодарствена телеграма. Централните сили започват преследване на отстъпващите на изток румъно-руски части, като български подкрепления преминават Дунав при Тутракан. Рунънските войски се окоповат отвъд придошлата река Яломица, където са подкрепени от руска кавалерия, но са отхвърлени отново в пълно отстъпление от Дунавската и 9-та армия.

## Последствия
Тази битка се състои в хода на Букурещкото настъпление и завършва с окупиране на румънската столица от страна на Централните сили. Това принуждава на румънското правителство и остатъците от румънската армия да отстъпят към Молдова и да установят наново своята столица в Яш. Пълният брой на войниците, участвали в битката, както и огромната територия на операциите, правят тази битка една от най-сложните, водени на румънска земя през войната.
Букурещ е освободен след като Централните сили се предават през 1918 година.